# Loepa damartis
Loepa damartis är en fjärilsart som beskrevs av Jordan 1911. Loepa damartis ingår i släktet Loepa och familjen påfågelsspinnare. Inga underarter finns listade i Catalogue of Life.